# Shōhei Ōno
Shōhei Ōno (jap. 大野将平 Ōno Shōhei; ur. 3 lutego 1992 r. w Yamaguchi) – japoński judoka, dwukrotny mistrz olimpijski i czterokrotny mistrz świata, dwukrotny złoty medalista igrzysk azjatyckich.

## Igrzyska olimpijskie
Na Igrzyskach olimpijskich w 2016 roku w Rio de Janeiro zdobył złoty medal w kategorii do 73 kg, pokonując w finale przez ippon z Rüstəma Orucova z Azerbejdżanu.
| Runda       | Przeciwniczka         | Wynik     | Osiągnięcie |
| ----------- | --------------------- | --------- | ----------- |
| 1. runda    | Wolny los             | Wolny los | złoto       |
| 2. runda    | Miguel Murillo        | W 100–000 | złoto       |
| 3. runda    | Victor Scvorțov       | W 100–000 | złoto       |
| Ćwierćfinał | Lasza Szawdatuaszwili | W 010–000 | złoto       |
| Półfinał    | Dirk Van Tichelt      | W 111–000 | złoto       |
| Finał       | Rüstəm Orucov         | W 110–010 | złoto       |